# Spoorlijn Pontorson - Le Mont-Saint-Michel
De spoorlijn Pontorson - Mont-Saint-Michel was een Franse spoorlijn van Pontorson naar de Mont Saint-Michel. De lijn was 10,0 km lang.

## Geschiedenis
Het gedeelte tussen Pontorson en Moidrey werd aangelegd door de Compagnie du chemin de fer de Vitré à Fougères en geopend op 10 oktober 1872. De lijn vormde een verlenging van de spoorlijn Vitré - Pontorson. Een verlenging Moidrey tot La Caserne was voorzien maar werd niet gerealiseerd. 
In 1883 werd de spoorlijn Vitré - Pontorson overgenomen door de Compagnie des chemins de fer de l'Ouest en aangesloten op de spoorlijn Lison - Lamballe, hierna werd in 1886 de lijn tussen Pontorson en Moidrey gesloten.
De Compagnie des chemins de fer normands heropende op 29 juli 1901 de  lijn vanaf Pontorson tot aan de Mont Saint-Michel als tramlijn. Tot 1 juni 1938 was deze in gebruik en werd daarna gesloten en opgebroken.

## Aansluitingen
In de volgende plaats was er een aansluiting op de volgende spoorlijnen:
Pontorson-Mont-Saint-Michel
RFN 415 000, spoorlijn tussen Lison en Lamballe
RFN 439 000, spoorlijn tussen Vitré en Pontorson

## Galerij

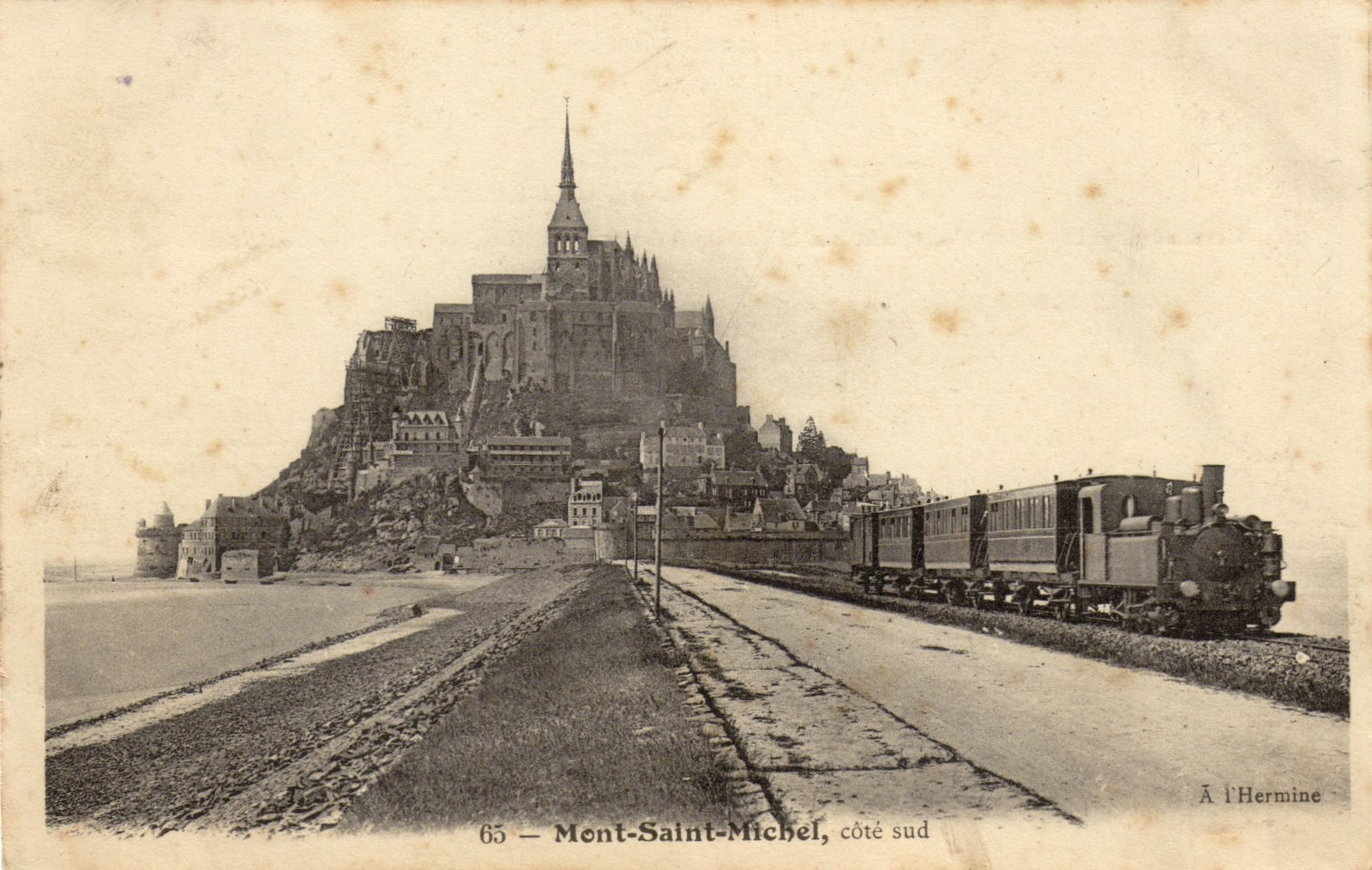
Trein bij de Mont-Saint-Michel
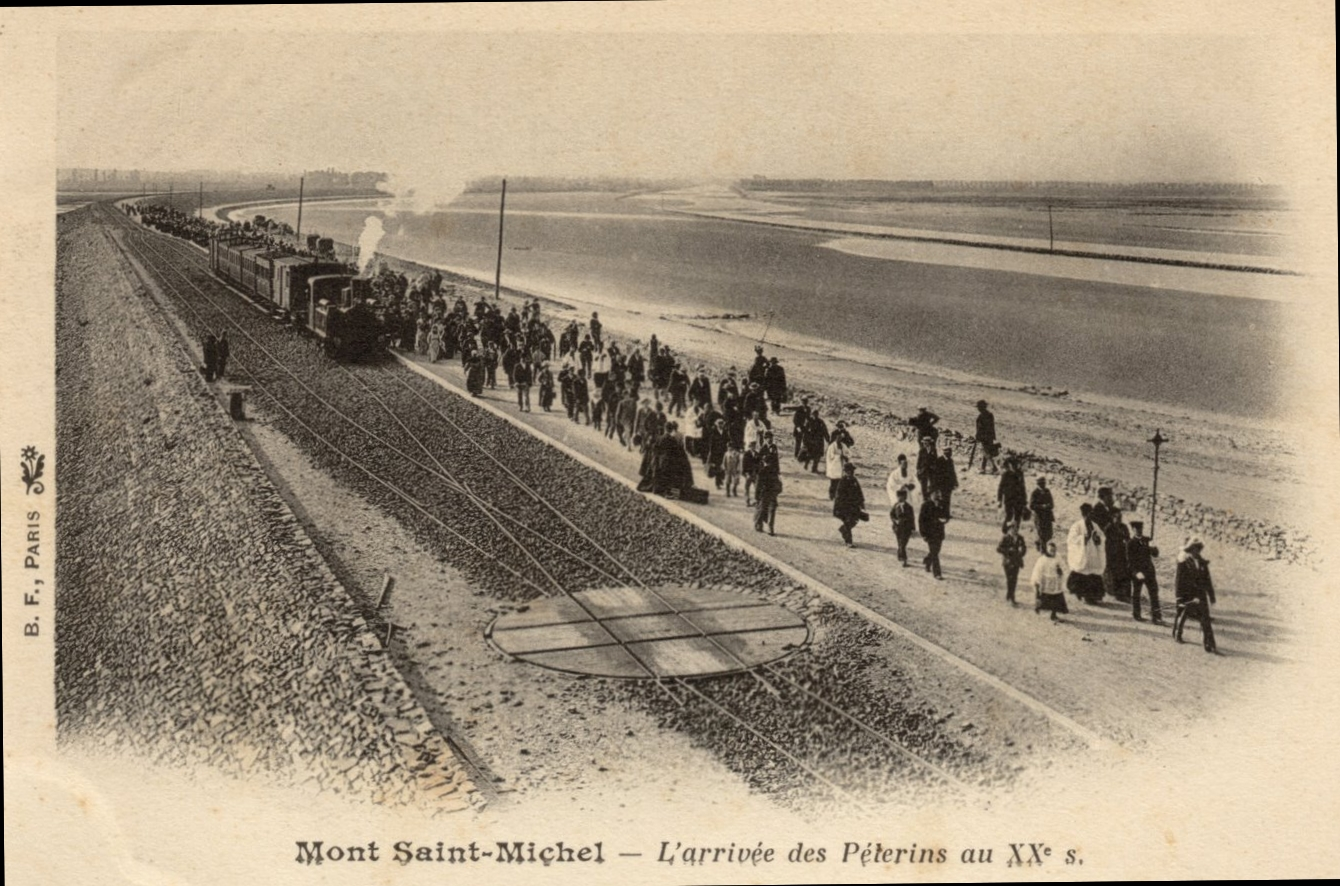
Aankomst van bedevaartgangers, op de voorgrond de draaischijf
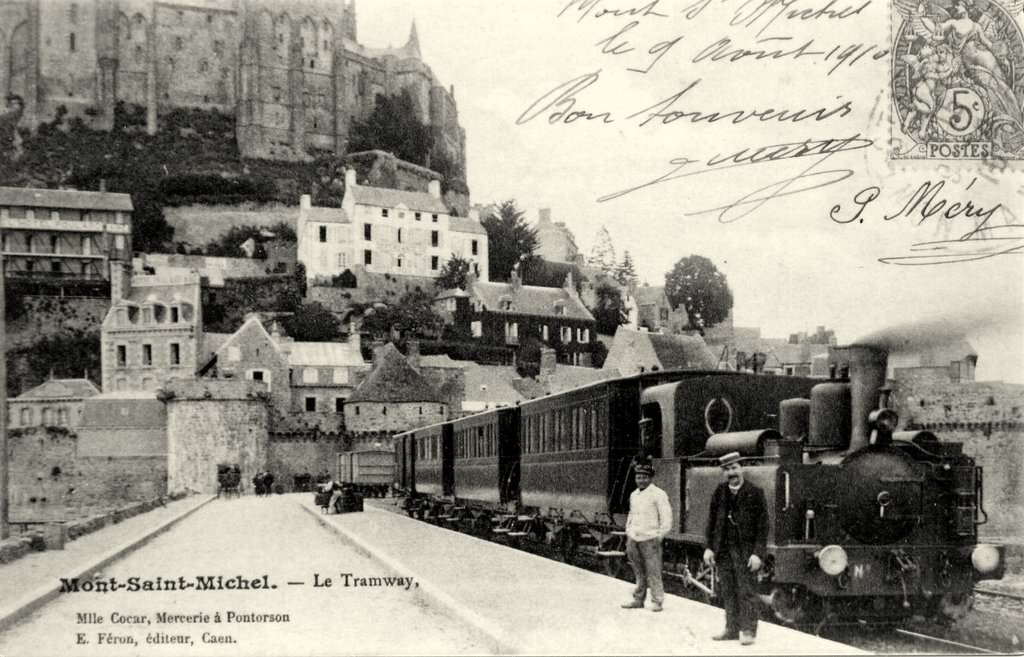
Station Mont-Saint-Michel rond 1910